# Siedlung

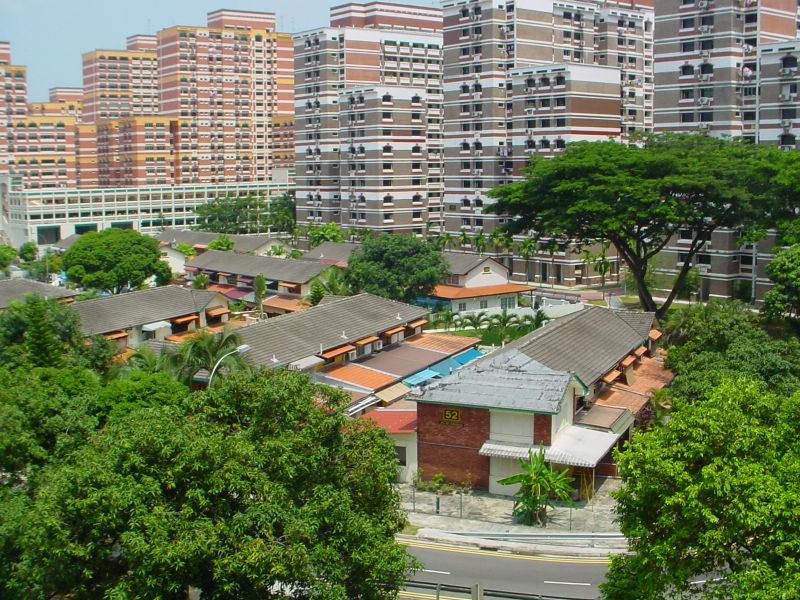
Traditionelle und moderne Siedlungsform in Singapur, Toa-Payoh-Distrikt in der Zentralregion

Eine Siedlung, auch Ansiedlung, Ort oder Ortschaft, abgekürzt Sdl. oder SDL, ist ein geographischer Ort, an dem sich Menschen niedergelassen haben und zum Zwecke des Wohnens und Arbeitens zusammen leben. Der Begriff Siedlung bezieht sich in der Regel auf sesshafte Lebensformen, d. h. auf dauerhaftes, zumindest langfristiges Wohnen in Gebäuden. In diesem Fall spricht man auch davon, dass Menschen an einem Ort oder in einer Region siedeln oder sich dort ansiedeln (siehe auch Siedler). Die Menschen wohnen unter Umständen zunächst in Behelfsbauten oder temporären Bauten, bevor dauerhaft genutzte Gebäude errichtet werden. Bei behelfsmäßigen Unterkünften oder Schlafplätzen, die von vornherein nur für eine kurze Nutzung vorgesehen sind, spricht man eher davon, dass ein Lager aufgeschlagen oder aufgebaut wird (z. B. Zeltlager, Feldlager, Ferienlager, Basislager, Protest-Camp). Flüchtlingslager werden meist mit einem provisorischen Charakter errichtet, können sich jedoch zu einer dauerhaften Siedlungsform entwickeln.
Siedlungen können sehr unterschiedliche Ausmaße haben, vom Einsiedlerhof über Dörfer bis zum Ballungsraum mit mehreren Millionen Einwohnern. Ab einer bestimmten Größe gehören heute zu einer funktionsfähigen Siedlung in der Regel auch Baulichkeiten der Wirtschaft, der Kultur, des Sozial- und des Verkehrswesens. Siedlungen und Orte haben meist einen eigenen Ortsnamen (auch Siedlungsname, fachlich Oikonym).
Abweichend davon werden auch Ortsteile oder Trabantenstädte bestehender Ortschaften als Siedlung bezeichnet, die als geplante Stadtteile angelegt wurden; häufig sind es Wohngebiete in offener Bauweise. Das betrifft insbesondere Großwohnsiedlungen, größere genossenschaftliche Wohnanlagen, Trabantenstädte, aber auch Siedlungen aus sogenannten Siedlungshäusern (Kleinsiedlungen). Bei letzteren wird der Begriff Siedlung teilweise einfach zum Namen des Ortsteils, insbesondere wenn der Kernort eher dörfliche Dimensionen hat (z. B. Trogen, Ortsteil Siedlung).
Informelle Siedlungen sind ohne Genehmigung und ohne Eigentum an Grund und Boden errichtet.

## Archäologie
In der Archäologie dient der Begriff Siedlung als neutrale Bezeichnung für jeden Fundort mit Häusern, Hütten oder sonstigen Strukturen, die zu Wohnzwecken dienten. Die Aufenthaltsdauer kann dabei zwischen einigen Tagen und mehreren Jahrhunderten, wenn nicht Jahrtausenden liegen (Tell). Auch Einzelhäuser werden als Siedlung bezeichnet. Der Begriff Dorf setzt die Existenz gemeinsam genutzter Strukturen oder Einrichtungen voraus.

## Siedlungsformen
Siedlungen werden in verschiedene Siedlungsformen (synonym Siedlungstypen) eingeteilt. Diese können in reiner Form auftreten, meistens jedoch vermischen sich mehrere Siedlungsformen, vor allem wenn Siedlungen wachsen.
Häufig bestehen in größeren Kommunen verschiedene Siedlungsform nebeneinander. Als in der unmittelbaren Nachkriegszeit in Deutschland 11 Millionen Heimatvertriebene aufgenommen werden mussten, entstanden Neubaugebiete mit gleichförmigen Haustypen („Siedlungshaus“), häufig entlang einer Straße in der Peripherie der Ortschaften. Die Einwohnerzahl vieler Ortschaften in ländlichen Gebieten verdoppelte sich im Verlauf des Siedlungsbaus der 1950er Jahre.
Auch für die in den 1990er und 2000er Jahren ankommenden Aussiedler und Spätaussiedler musste neuer Wohnraum geschaffen werden. Zudem gab es in den neuen Bundesländern vergleichsweise wenige Einfamilienhäuser. So entstanden nach der Wende wieder neue „Siedlungsgebiete“, die jedoch individueller und großzügiger angelegt wurden als nach dem Krieg.

### Unterscheidung nach der Größe der Siedlung
Bereits ein Grundstück mit einem einzelnen bewohnten Gebäude kann eine Siedlung sein. Eine Einzelsiedlung umfasst ein einzelnes Gebäude oder zwei benachbarte Gebäude, ein Weiler besteht aus wenigen Gebäuden. Für sehr kleine Siedlungen mit nur einem oder wenigen Gebäuden gibt es verschiedene, teils nur regional übliche Bezeichnungen, etwa Gehöft oder Einöde.
Um eine internationale amtlich-statistische Vergleichbarkeit zu erzielen, hat die Statistical Commission der Vereinten Nationen eine kleinste siedlungsgeographische Einheit definiert, die „Siedlungseinheit“ (SE, englisch locality). Die Untergrenze passt sich der Siedlungsstruktur des Staates an.
In der topographischen Siedlungskennzeichnung der Statistik Austria unterscheidet man:
- Einzelhof, Einzelhaus, Einöde, Einschicht: ein oder zwei benachbarte Gebäude
- Weiler: drei bis neun Gebäude (in engerer Lage, sonst etwa Rotte, Häusergruppe, Zerstreute Häuser)
- Dorf: geschlossener Ort mit zehn oder mehr Gebäuden (gewachsen, sonst etwa Rotte, Häusergruppe, Zerstreute Häuser)

Vor allem in Norddeutschland ist Flecken eine Bezeichnung für eine kleinere, aber lokal bedeutende Siedlung. Es kann sich um ein Dorf oder eine Stadt oder auch um einen Ortsteil handeln. Eine Bauerschaft ist im niedersächsisch-westfälischen Sprachraum eine ländliche Siedlungsform, die sich häufig nur aus wenigen, verstreut gelegenen Bauernhöfen zusammensetzt; es bestehen Ähnlichkeiten zu der Siedlungsform eines Weilers.
Kleine Siedlungen werden ab einer gewissen Größe „Dorf“ genannt, mittlere und große Siedlungen „Stadt“. Diese grobe Unterscheidung stimmt jedoch in der Praxis nicht immer mit den Gegebenheiten überein. Dorf ist ein Begriff der ländlichen Siedlungsstruktur, und das Recht, die Bezeichnung Stadt zu führen, ist in Europa nicht unmittelbar von der Einwohnerzahl abhängig, sondern vom Stadtrecht (die kroatische Stadt Hum hat etwa 30 Einwohner).
In Deutschland unterscheidet man – sofern die Siedlung den Titel „Stadt“ trägt – nach Einwohnerzahl:
- Landstadt: unter 5.000 Einwohner
- Kleinstadt: 5.000–19.999 Einwohner
- Mittelstadt: 20.000–99.999 Einwohner
- Großstadt: 100.000 Einwohner und mehr

Städte mit mehr als 1 Million Einwohner werden als Millionenstadt bezeichnet, darüber hinausgehende Agglomerationen als Megacity. Die Bezeichnung Metropole bezieht sich nicht allein auf die Größe einer Stadt. Eine Metropole ist eine Großstadt, die ein politisches, soziales, kulturelles und wirtschaftliches Zentrum einer Region oder eines Landes bildet.

### Unterscheidung nach Anordnung der Gebäude
Neu erstellte Siedlungen haben oft ganz spezielle Formen. Mit der Zeit verschwindet die charakteristische Form jedoch oft. Aber vor allem in dörflichen Siedlungsformen bleibt die Form oft lange Zeit erhalten.
Folgende Formen werden unterschieden:
- Arkologie: Eine nach ökologischen Gesichtspunkten erstellte Siedlungsform, welche aus einem einzigen riesigen Gebäudekomplex besteht.
- Deichreihensiedlung: eine beim hochmittelalterlichen Landesausbau hinter den Deich verlegte Häuserreihe.
- Festungsstadt: Eine Siedlung, die vor allem aus dem Gesichtspunkt der Verteidigung erstellt wurde. Festungsstädte fallen vor allem durch riesige Wehranlagen auf, denen sich die gesamte weitere Planung zu unterwerfen hat.
- Gartenstadt: Eine sehr weitläufige Siedlungsform, in der Stadt und ländliches Wohnen vereint werden sollen.
- Gegliederte Stadt: In dieser Siedlungsform sind die Bereiche Wohnen, Arbeiten und Erholung strikt voneinander getrennt.
- Geometrische Stadt: Eine nach geometrischen Gesichtspunkten gebaute Stadt. Die Straßen können z. B. rechtwinklig angeordnet sein, oder kreis- und strahlenförmig um einen Mittelpunkt.
- Haufendorf: In dieser Siedlungsform sind die Gebäude alle eng zusammen gebaut, ohne einer geometrischen Ordnung zu folgen.
- Reihendorf: Eine sehr schmale und langgestreckte Siedlungsform. Oft mit Feldern direkt hinter den Häusern.
  - Marschhufendorf: Ein Reihendorf, das einem Entwässerungsgraben im Marschland folgt.
  - Straßendorf: Eine Siedlung, in der sich alle Gebäude an eine einzige Straße reihen.
  - Waldhufendorf: Ein Reihendorf auf einer Rodung.
  - Hagenhufendorf: Ein Reihen-Hufendorf an einem Wasserlauf mit Hecken zwischen den Grundstücken.
- Platzdorf
  - Rundling: Kleinere Siedlungen, in denen alle Gebäude um einen zentralen Platz oder ein zentrales Gebäude angeordnet sind.
    - Wurtendorf: Ein Rundling, der auf einem künstlichen Hügel erstellt wurde.
    - Kraal: afrikanische Siedlungsform

  - Angerdorf: Im Zentrum des Dorfes befindet sich ein Gemeindeplatz.
- Streusiedlung: Die Gebäude verteilen sich ungeordnet auf eine große Fläche

### Unterscheidung nach der Art der Bebauung
Beispiele für die Benennung nach der Bauart der Wohnungen oder Häuser:
- Höhlensiedlung: Die Häuser wurden in massiven Fels gehauen.
- Hochhaussiedlung: Die Siedlung besteht vor allem aus Hochhäusern.
- Großwohnsiedlung: zumeist Geschosswohnungsbauten.
- Industriesiedlung: In Industriesiedlungen sind vor allem Fabrikanlagen und Mietsblöcke zu finden.
- Mischgebiet: Gebiet mit Wohnungen und Gewerbebetrieben (Mischung aus Wohngebiet und Gewerbegebiet)
- Reihenhaussiedlung: Eine Siedlung aus Reihenhäusern.
- Ökosiedlung: Siedlung, die nach ökologischen Kriterien erbaut wurde.
- Villenkolonie: Teil einer Stadt mit mehreren Villen in einem begrenzten Gebiet.

### Unterscheidung nach gesellschaftlichen Gesichtspunkten
Beispiele für Siedlungen, in denen nur Menschen leben, auf die bestimmte Kriterien zutreffen, oder in denen besondere Regeln gelten:
- Arbeitersiedlung
- Eigenheimsiedlung
- Eisenbahnersiedlung
- Feriensiedlung: Diese Siedlung wird nur von Urlaubern während ihres Urlaubs bewohnt.
- Flüchtlingssiedlung
- Kibbuz: genossenschaftlich organisierte Siedlung in Israel, in der die Einwohner als Kollektiv leben und arbeiten
- Kriegsversehrtensiedlung

## Siedlungsformen in einzelnen Ländern und Regionen

### Österreich
In Österreich gibt es insgesamt etwa 55.000 – in der Österreichischen Karte (ÖK)/Geonam geführte – Orte (Siedlungsnamen), von Städten bis hin zu Einzellagen. Dazu kommen noch zahlreiche Gehöfte mit Vulgonamen, die in diesem Kartenwerk nicht verzeichnet sind. Diese Orte sind zu insgesamt 17.368 Ortschaften (Postleitzahlgebieten) und 2.357 Gemeinden (politischen Einheiten) zusammengefasst.
Die Untergrenze der UNO-Siedlungeinheit (SE) wurde in Österreich bei 501 Einwohnern gewählt. Nach dieser internationalen Definition gibt es 1.629 Siedlungseinheiten. Sie umfassen gesamt 1.653.456 Gebäude (71,1 % aller Gebäude in Österreich), ihre Gesamteinwohnerzahl beträgt 6.682.076 (79,8 % der Gesamtbevölkerung), das heißt, ein Fünftel aller Österreicher lebt in Orten unter 500 Einwohnern. Die durchschnittliche Größe einer Siedlungseinheit beträgt 1.015 Gebäude mit 4.102 Einwohnern, liegt also im Bereich einer kleinen Kleinstadt. Andererseits sind ein signifikanter Teil der etwa 2.300 Gemeinde- und ein Gutteil der weiteren 15.000 Ortschaftshauptorte kleiner als 500 Einwohner.
Das Verhältnis der Siedlungsnamen, Ortschaften und Siedlungseinheiten gibt Aufschluss über die lokale Siedlungsstruktur: So hat das Land Salzburg zwar 6.300 Orte, aber nur 114 Siedlungseinheiten, was für viele kleine Ansiedlungen spricht, Burgenland aber 850 Orte bei 129 Einheiten, also primär größere Orte. Die Steiermark hat die meisten Orte Österreichs, aber nur halb so viele Siedlungseinheiten wie Niederösterreich, ist also kleinörtlicher strukturiert. Niederösterreich hat dreimal so viele Einwohner wie Salzburg, aber nur doppelt so viele Ortsnamen, was an der in der ÖK unbenannten Streubesiedlung liegt, während Salzburg mehr geschlossene Orte aufweist. Die 150 Ortsnamen Wiens sind die eingewachsenen Vor- und Umlandorte, die heute die Bezirke, Bezirksteile und Grätzl bilden, trotzdem hat das Stadtgebiet so viel ländlichen Raum, dass sich im Osten Wiens drei weitere, heute noch unabhängige Siedlungseinheiten ergeben (Aspern, Neuessling, Süßenbrunn).

### Russland, Ukraine und Belarus
Die Bezeichnungen für Arten von Siedlungen in Russland, der Ukraine und Belarus hat einige bedeutende Unterschiede zu Klassifikationssystemen in anderen Staaten. Diese Länder haben grundlegend übereinstimmende Bezeichnungen für die verschiedenen Siedlungstypen.

#### Urbane Siedlungstypen
Urbane Siedlungstypen sind laut einem Beschluss des Allrussischen Zentralen Exekutivkomitees und des Rates der Volkskommissare vom 15. September 1924 alle Siedlungen mit mindestens 1.000 Einwohnern unter der Bedingung, dass höchstens 25 % der Bevölkerung von der Landwirtschaft leben.
- Stadt: russisch Город Gorod, pl. Города Goroda; ukrainisch Місто Misto, pl. ukrainisch Міста Mista; belarussisch Го́рад Gorad, pl. belarussisch Гарады Garadi und seltener belarussisch Ме́ста Mesta.
- Siedlung städtischen Typs: Eine Verwaltungs- und Gebietseinheit aus der Städtebaupolitik der Sowjetunion, die in Größe und Charakteristika zwischen Dorf und Stadt einzuordnen ist. Der Begriff wird auch heute in den Nachfolgestaaten der Sowjetunion verwendet. Sie entspricht einer Minderstadt.

#### Rurale Siedlungstypen
Zu den ruralen Siedlungstypen zählen:
- Derewnja: russisch деревня derewnja, pl. russisch деревни derewni, sind historisch Dörfer mit 10 bis 30 Häusern oder Höfen ohne Kirche im Unterschied zum Selo, das eine Kirche hat. Diese Definition ist inzwischen jedoch nicht mehr aktuell und viele Derewni können problemlos als Selo bezeichnet werden.
- Selo: russisch und ukrainisch russisch село selo, pl. russisch сёла sjola; belarussisch сяло sjalo sind Dörfer, jedoch historisch im Gegensatz zur Derewnja mit einer eigenen (Dorf-)Kirche.
- Siedlung: russisch посёлок possjolok, pl. russisch посёлки possjolki; ukrainisch селище selyschtsche, pl. ukrainisch селища selyschtscha; belarussisch пасёлак passjolak, pl. belarussisch пасёлкі passjolki
  - Eine Siedlung kann noch um den Zusatz „(Siedlung) ländlichen (bzw. dörflichen) Typs“ (russisch (посёлок) сельского типа/possjolok selskowo tipa, pl. посёлки сельского типа/possjolki selskowo tipa) ergänzt werden, um darzustellen, dass der Großteil der Einwohner vom landwirtschaftlichen Erwerb lebt.
- Chutor: russisch хутор chutor; pl. russisch хутора chutora; ukrainisch хутір chutir, pl. ukrainisch хутори chutori; belarussisch хутар chutar, entsprechen der Einzelsiedlung, können aber auch zu einem Weiler heranwachsen.
- Potschinok: russisch починок, pl. russisch починки potschinki gibt es nur in Russland als Auswanderersiedlung, meist in Form einer Einzelsiedlung in einem unbesiedelten Gebiet. Potschinki gelten als Ausgangsform eines Dorfes.

#### Andere Siedlungstypen
Alle Siedlungen, die vor dem 15. September 1924 als Datschensiedlung russisch дачный посёлок datschni posjolok, Arbeitersiedlung, russisch рабочий посёлок rabotschi posjolok oder Kursiedlung, russisch курортный посёлок kurortni posjolok galten, mussten zu einem der urbanen oder ruralen Typen eingeordnet werden. Sie können jedoch auch als Unterpunkte der Siedlung städtischen Typs gelten.
In manchen von Turkvölkern besiedelten Teilen Russlands und islamisch geprägten Nachfolgestaaten der Sowjetunion werden Dörfer als Aul russisch Аул bezeichnet.
In verschiedenen Epochen der Russischen Geschichte gehörten Teile Polens zu Russland. Aus dieser Zeit stammt im Russischen der Begriff russisch Местечко vom polnischen polnisch Miasteczko für Siedlungen städtischen Typs und entsprechen damit ebenfalls einer Minderstadt. In seltenen Fällen werden mit diesem Begriff auch Siedlungen mit einer signifikanten jüdischen Bevölkerung bezeichnet.

#### Historische Siedlungstypen
- Staniza: станица stanitsa; pl. russisch станицы stanitsi; ukrainisch станиця stanyzja ist die historische Bezeichnung für Kosakensiedlungen. Die meisten Stanitsi sind heute Dörfer.
- Sloboda: russisch Слобода́ Sloboda; ukrainisch Слобода́ Sloboda; belarussisch Слабада́ Slabada, во́ля oder ву́лька bezeichnet mittelalterliche bäuerliche Siedlungen, die sich räumlich im Umkreis einer Stadt bildeten und in denen die Einwohner von Frondienst befreit waren, beziehungsweise sich nur Freibauern ansiedeln durften. Die Slobodas entstanden seit dem 13. Jahrhundert als ausgegliederter Bezirk im Sinne einer Freisiedlung.
- Kolchos waren in der Sowjetzeit gemeinschaftlich organisierte landwirtschaftliche Kollektive, in der DDR sprach man von Landwirtschaftlichen Produktionsgenossenschaften und in Israel nennt man sie Kibbuz.
- Kreml waren im spätmittelalterlichen und frühneuzeitlichen russischen Fürstentümern und Republiken und später im Zarentum Russland eine Art Zitadelle, die das Zentrum alter Städte bildet. Zusammen mit dem Kreml bildet der Possad die Gesamtstadt.
- Possad: russisch Посад Posad bildete die einem Kreml vorgelagerte gewerbliche Vorstadt im mittelalterlichen Russland. Er befindet sich außerhalb der schützenden Kremlmauern. Der Possad unterstand einem zaristischen Statthalter und besaß eine Selbstverwaltung, welche mit der Dorfgemeinde, der Obschtschina, vergleichbar, jedoch nicht ganz so stark ausgeprägt war. Sie ähnelt den Lischke des Deutschen Ordens jedoch sind die Possads nicht unbedingt regellos.
- Ostrog bezeichnet befestigte, von vier bis sechs Meter hohen Palisadenwänden umgebene Siedlungspunkte, die in Russland bis zum 17. Jahrhundert errichtet wurden.

### Afrika
- Kraal
- In Namibia ist eine Siedlung (Settlement) die kleinste Einheit der kommunalen Verwaltung mit meist nur wenigen hundert Einwohnern.

### Amerika
- Pueblo